# Ceraturgus elizabethae
Ceraturgus elizabethae là một loài ruồi trong họ Asilidae. Ceraturgus elizabethae được Brimley miêu tả năm 1924. Loài này phân bố ở vùng Tân Bắc giới.